# Chalciope (bướm đêm)
Chalciope  là một chi bướm đêm thuộc họ Noctuidae.

## Các loài
- Chalciope alcyona Druce, 1888
- Chalciope bisinuata Snellen, 1880
- Chalciope delta (Boisduval, 1833) (= Chalciope crestonion (Snellen, 1902))
- Chalciope emathion Snellen, 1902
- Chalciope erecta Hampson, 1902
- Chalciope hoplitis
- Chalciope imminua Snellen, 1902
- Chalciope isosceles
- Chalciope mygdon Cramer, [1777]
- Chalciope mygdonias
- Chalciope orestonion
- Chalciope pusilla (Holland, 1894)
- Chalciope triangulum
- Chalciope trigonodesia Strand, 1915